# Katholieke Kerk in Moldavië

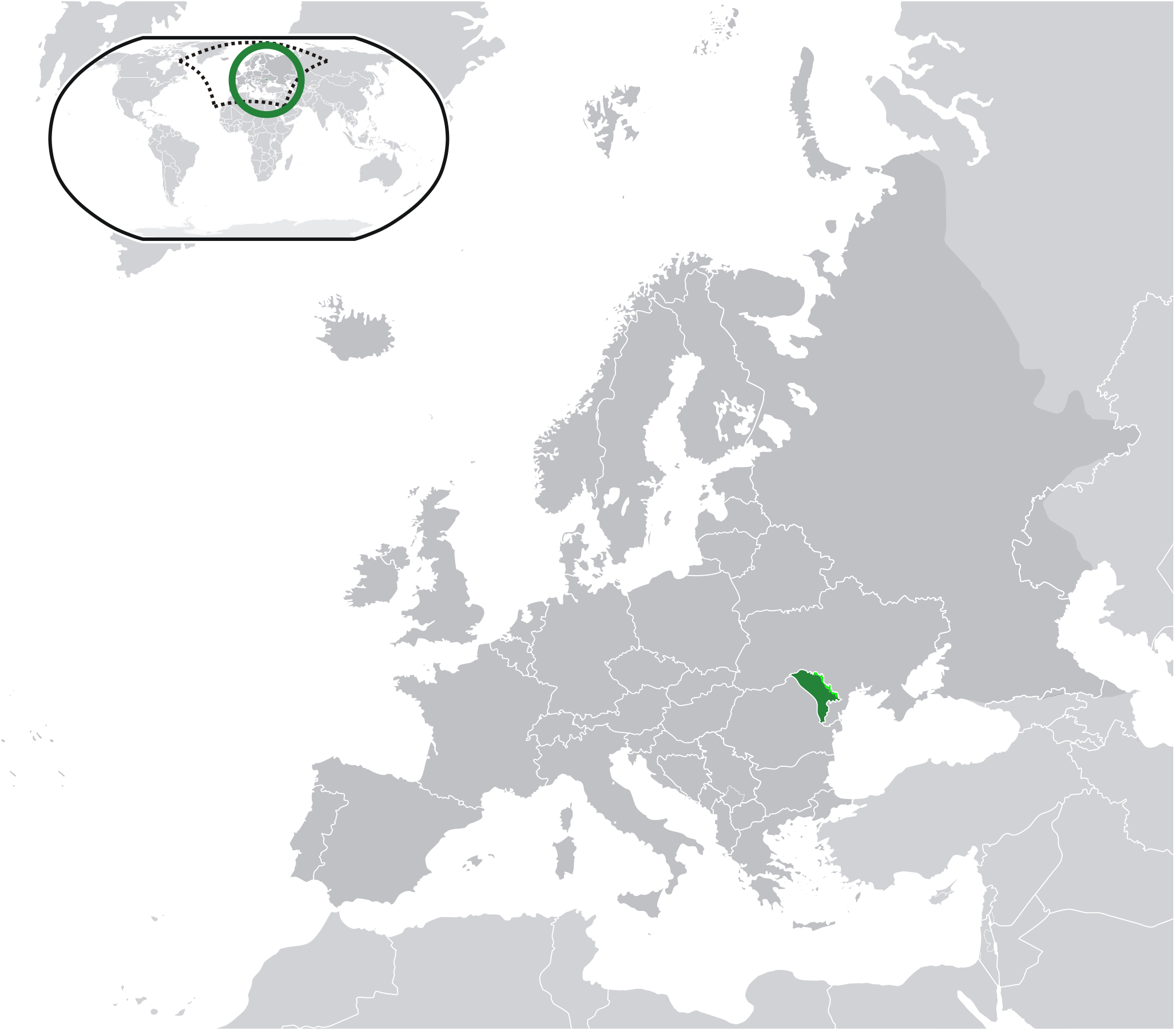
Moldavië

De Katholieke Kerk in Moldavië maakt deel uit van de wereldwijde Katholieke Kerk onder het leiderschap van de paus en de curie.
Het grondgebied bestaat uit één bisdom van de Romeinse ritus, het Bisdom van Chisinau, dat opgericht werd op 27 oktober 2001. Daarvoor was er de Apostolische Administratie van Chisinau, die opgericht werd op 28 oktober 1993. De huidige bisschop is Anton Cosa.
Apostolisch nuntius voor Moldavië is sinds 23 februari 2024 aartsbisschop Giampiero Gloder, die tevens apostolisch nuntius is voor Roemenië.

## Demografie
Volgens de volkstelling van 2014 leven er 2745 katholieken in Moldavië, een fikse afname vergeleken met tien jaar geleden (4645 katholieken).
| Plaats            | Aantal katholieken (2004) | Aantal katholieken (2014) |
| ----------------- | ------------------------- | ------------------------- |
| Chişinău          | 2227                      | 1057                      |
| Bălţi             | 990                       | 537                       |
| Sîngerei          | 237                       | 253                       |
| Glodeni           | 216                       | 194                       |
| Anenii Noi        | 141                       | 79                        |
| Gagaoezië         | 95                        | 12                        |
| Orhei             | 88                        | 38                        |
| Ocniţa            | 70                        | 34                        |
| Ungheni           | 51                        | 48                        |
| Moldavië (totaal) | 4645                      | 2745                      |